# Штайнер, Рудольф (футболист)
Ру́дольф Шта́йнер (рум. и нем. Rudolf Steiner), также известный как Штайнер I (рум. и нем. Steiner I), в отличие от своего брата Адальберта Штайнера; 24 января 1907 — 12 ноября 1996) — румынский футболист, полузащитник, участник первого чемпионата мира по футболу (как запасной игрок) в составе сборной Румынии.

## Биография
Играл за клуб «Кинезул» из Тимишоары. С 1926 года стал выступать за сборную страны. Был в составе сборной во время первого чемпионата мира в Уругвае, но не выходил на поле. Всего сыграл лишь 5 матчей за сборную.
| Матчи и голы Рудольфа Штайнера за сборную Румынии | Матчи и голы Рудольфа Штайнера за сборную Румынии | Матчи и голы Рудольфа Штайнера за сборную Румынии | Матчи и голы Рудольфа Штайнера за сборную Румынии | Матчи и голы Рудольфа Штайнера за сборную Румынии | Матчи и голы Рудольфа Штайнера за сборную Румынии | Матчи и голы Рудольфа Штайнера за сборную Румынии |
| ------------------------------------------------- | ------------------------------------------------- | ------------------------------------------------- | ------------------------------------------------- | ------------------------------------------------- | ------------------------------------------------- | ------------------------------------------------- |
| №                                                 | Дата                                              | Место проведения                                  | Соперник                                          | Счёт                                              | Голы                                              | Турнир                                            |
| 1                                                 | 7 мая 1926                                        | Стамбул, Турция                                   | Турция                                            | 3:1                                               | -                                                 | Товарищеский матч                                 |
| 2                                                 | 3 октября 1926                                    | Загреб, Югославия                                 | Югославия                                         | 3:2                                               | -                                                 | King Alexandru's Cup 1926                         |
| 3                                                 | 10 мая 1927                                       | Бухарест, Румыния                                 | Югославия                                         | 0:3                                               | -                                                 | King Alexandru's Cup 1927                         |
| 4                                                 | 15 апреля 1928                                    | Арад, Румыния                                     | Турция                                            | 4:2                                               | -                                                 | Товарищеский матч                                 |
| 5                                                 | 6 мая 1928                                        | Белград, Югославия                                | Югославия                                         | 1:3                                               | -                                                 | King Alexandru's Cup 1928                         |

Итого: 5 матчей / 0 голов; 3 победы, 0 ничьих, 2 поражения.